# Apterothrips apteris
Apterothrips apteris är en insektsart som först beskrevs av Daniel 1904.  Apterothrips apteris ingår i släktet Apterothrips och familjen smaltripsar. Inga underarter finns listade i Catalogue of Life.